# مستکان (ارومیه)
مستکان (ارومیه)، روستایی از توابع بخش صومای برادوست شهرستان ارومیه در استان آذربایجان غربی ایران است.

## جمعیت
این روستا در دهستان برادوست قرار دارد و براساس سرشماری مرکز آمار ایران در سال ۱۳۸۵، جمعیت آن ۲۳۴ نفر (۳۷خانوار) بوده‌است.